# Comuna de Suraż
Suraż (polaco: Gmina Suraż) é uma gminy (comuna) na Polónia, na voivodia de Podláquia e no condado de Białystok. A sede do condado é a cidade de Suraż.
De acordo com os censos de 2004, a comuna tem 2059 habitantes, com uma densidade 26,9 hab/km².

## Área
Estende-se por uma área de 76,6 km², incluindo:
- área agricola: 78%
- área florestal: 14%

## Demografia
Dados de 30 de Junho 2004:
|                      | Total   | Total | Mulheres | Mulheres | Homens  | Homens |
| -------------------- | ------- | ----- | -------- | -------- | ------- | ------ |
|                      | pessoas | %     | pessoas  | %        | pessoas | %      |
| População            | 2059    | 100   | 1036     | 50,3     | 1023    | 49,7   |
| Densidade (pop./km²) | 26,9    | 100   | 13,5     | 13,5     | 13,4    | 13,4   |

De acordo com dados de 2002, o rendimento médio per capita ascendia a 2390,74 zł.

## Comunas vizinhas
- Juchnowiec Kościelny, Łapy, Poświętne, Turośń Kościelna, Wyszki